# Bromeae
Bromeae es una tribu de hierbas de la familia Poaceae. El género tipo es: Bromus L. Tiene los siguientes géneros.

## Géneros
- Aechmophora Steud., nom. inval.  = Bromus L.
- Anisantha K. Koch =~ Bromus L.
- Avenaria Heist. ex Fabr. = Bromus L.
- Boissiera Hochst. ex Steud. ~ Bromus L.
- Bromopsis (Dumort.) Fourr. =~ Bromus L.
- Bromus L.
- Ceratochloa P. Beauv. =~ Bromus L.
- Euraphis (Trin.) Lindl. = Boissiera Hochst. ex Steud.
- Forasaccus Bubani = Bromus L.
- Genea (Dumort.) Dumort. = Bromus L.
- Libertia Lej. = Bromus L.
- Littledalea Hemsl.
- Michelaria Dumort. = Bromus L.
- Nevskiella Krecz. & Vved. =~ Bromus L.
- Schnizleinia Steud., nom. inval. = Boissiera Hochst. ex Steud.
- Serrafalcus Parl. = Bromus L.
- Sibertia Steud., orth. var. = Bromus L.
- Stenofestuca (Honda) Nakai = Bromus L.
- Triniusa Steud. = Bromus L.
- Trisetobromus Nevski = Bromus L.
- Wiestia Boiss., nom. inval. = Boissiera Hochst. ex Steud.